# Абвер
Абвéр (нім. Abwehr — оборона, відсіч від нім. Auslandsnachrichten- und Abwehramt)  — орган армійської розвідки та контррозвідки Німеччини у 1928–1945 рр.; у 1919—1944 рр. входив до складу Верховного командування Вермахту.

## Історія
Після поразки Німеччини в Першій світовій війні і згідно Версальському договору забороні Німеччині мати власні збройні сили, попередник Абверу «Управління III b» Генштабу Райхсверу було скасоване. Починаючи з весни 1920 колишні службовці «Управління III b» під проводом майора Фрідріха Гемппа у рамках «тимчасового Райхсверу» створили так звану групу «абверу» (Abwehrgruppe).
Офіційно Абвер був створений наказом райхсміністра оборони Вільгельмом Ґренером від 1 квітня 1928, і був безпосередньо підпорядкований військовому міністерству. Від 1935 Абвер очолив досвідчений розвідник В. Ф. Канаріс, який активно сприяв перетворенню служби на один із найважливіших інструментів політики уряду Гітлера. Після скасування 1938 військового міністерства абвер було реорганізовано в управління розвідки і контррозвідки при штабі Вермахту. В центральному апараті діяло 5 головних підрозділів:
- «Абвер-I» — розвідка;
- «Абвер-II» — організація саботажу, диверсій, терору й повстань на території ворога, розклад його військ і тилу; (начальники: Ервін фон Лагузен (1939—1943); В. фон Фрейтаг-Лорінгофен (1943-14.02.1944))
- «Абвер-III» — контррозвідка;
- «Абвер-аусланд (закордон)» — вивчення потенціалу іноземних держав;
- «Абвер-центр» — загальноорганізаційний відділ.

У червні 1941 для безпосереднього керівництва розвідувальною діяльністю на Східному фронті створено штаб «Валлі», а 1942 — Зондерштаб «Р» — для боротьби з партизанським рухом і для ведення пропаганди серед населення окупованих територій. Абвер мав свої збройні формування — полк (згодом дивізія) «Бранденбург-800». На території Німеччини і за її межами Абвер мав периферійні органи — так звані абверштеллє (АСТ) і підпорядковані їм абвернебенштеллє (АНСТ).

## Завдання

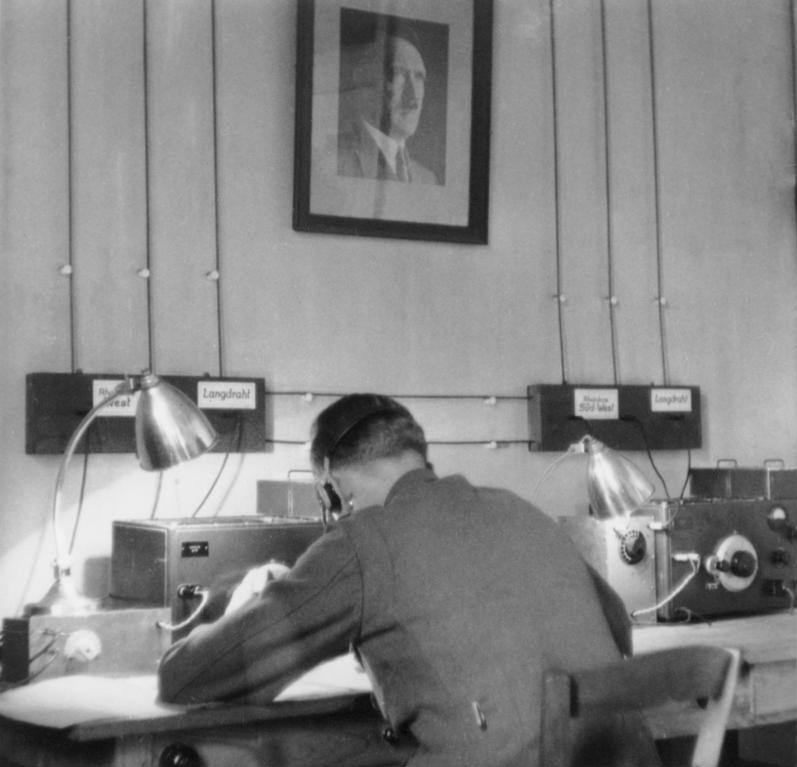
Секретна радіослужба OKW

У роки Другої світової війни АСТ були створені у країнах-сателітах, а також на окупованих територіях при командуваннях німецькими військами тилових районів. Вони повинні були виявляти агентуру противника і осіб, ворожо налаштованих до Німеччини, готувати шпигунів та диверсантів для фронтових команд Абверу, вести боротьбу з антифашистськими і партизанськими рухами. Конкретний зміст діяльності кожного з них визначався одним із напрямів: розвідка, саботаж, контррозвідка. На окупованій території України діяли «Абверштеллє Україна», «Абверштеллє півдня України».

## Україна
«Абверштеллє Україна» дислокувався в різний час у Рівному і Полтаві. Від 1942 до жовтня 1943 у Києві діяв підпорядкований «Абверштеллє Україна» «Абвернебенштеллє Київ», зашифрований під кодовою назвою установи зв'язку («Фербіндунгсштеллє»). Контактував у своїй роботі з розвідувальним органом «Оріон», штаб і школи якого дислокувалися 1943 в Києві, а також з київським підрозділом СД. Його діяльність полягала у закиданні в тил Червоної Армії агентури і заходах з виявлення закинутої у німецький тил радянської агентури.
Створений у жовтні 1941 «Абверштеллє півдня України» дислокувався у Миколаєві, згодом в Одесі. Його діяльність поширювалася на територію Миколаївської, Херсонської, Сталінської (нині Донецької), Запорізької, Кіровоградської, Вінницької і Одеської областей УРСР, а також Ростовську область РРФСР. Штатні резидентури були в Херсоні, Кіровограді, Маріуполі, Мелітополі, Первомайську, Вінниці, Кривому Розі.
1944 у зв'язку із низкою невдач та конкурентною боротьбою із іншими розвідницькими службами Німеччини 14 лютого Абвер було ліквідовано, а його кадри перейшли на службу до Головного управління Імперської безпеки.

## Керівники
- 1918—1919 рр. — оберст Вальтер Ніколаї
- 1919—1927 рр. — оберстлейтенант Фрідріх Гемпп
- 1927—1930 рр. — підполковник Гюнтер Швантес
- 1930 — серпень 1932 рр. — підполковник Фердинанд фон Бредов
- 06 червня 1932 р. — 02 січня 1935 р. — фрегаттен-капітан/капітан-цур-зее Конрад Патціг
- 01 січня 1935 р. — 11 лютого 1944 р. — капітан-цур-зее/адмірал Вільгельм Канаріс
- лютий 1944 р. — 22 липня 1944 р. — оберст Георг Александер Гансен[ru]
- липень 1944 р. — кінець квітня 1945 р. — бригадефюрер СС Вальтер Шелленберг (як керівник одного з відділів РСХА)